# کارول بورلند
کارول بورلند (انگلیسی: Carroll Borland؛ ‏ ۲۵ فوریهٔ ۱۹۱۴ – ۳ فوریهٔ ۱۹۹۴) بازیگر و نویسنده اهل ایالات متحده آمریکا بود. وی دانش‌آموختهٔ رشتهٔ نمایش و تئاتر در دانشگاه کالیفرنیا، برکلی بود.
از فیلم‌هایی که وی در آن‌ها نقش داشته است، می‌توان به فلش گوردون و من و رفیقم اشاره نمود.